# بروتوكول مينسك
بروتوكول مينسك أو البروتوكول الخاص بنتائج مشاورات مجموعة الاتصال الثلاثية هو اتفاق لوقف الحرب في دونباس بأوكرانيا، وقع عليه ممثلو ذلك البلد والاتحاد الروسي وجمهورية دونيتسك الشعبية وجمهورية لوهانسك الشعبية ومنظمة الأمن والتعاون في أوروبا في 5 سبتمبر 2014. تم التوقيع عليه بعد محادثات مكثفة في مينسك بيلاروسيا، تحت رعاية منظمة الأمن والتعاون في أوروبا. نفذ الاتفاق الذي أعقب عدة محاولات سابقة لوقف القتال في دونباس وقفًا فوريًا لإطلاق النار. لكنه فشل في وقف القتال في دونباس، وبالتالي تبعتها حزمة جديدة من الإجراءات تسمى مينسك الثانية، والتي تم الاتفاق عليها في 12 فبراير 2015. فشل هذا الاتفاق أيضًا في وقف القتال، لكن تظل اتفاقيات مينسك الأساس لأي حل مستقبلي للنزاع، كما تم الاتفاق عليه في اجتماع نورماندي.

## بروتوكول مينسك

### عملية مينسك وصياغتها
تمت صياغة الاتفاقية من قبل مجموعة الاتصال الثلاثية بشأن أوكرانيا، والتي تألفت من ممثلين عن أوكرانيا وروسيا ومنظمة الأمن والتعاون في أوروبا. تأسست المجموعة في يونيو كوسيلة لتسهيل الحوار وحل النزاع عبر شرق وجنوب أوكرانيا. وعقدت اجتماعات الفريق إلى جانب الممثلين غير الرسميين لجمهوريتي دونيتسك ولوغانسك الشعبيتين المنشقتين في 31 يوليو و26 أغسطس وفي الفترة 1 سبتمبر و5 سبتمبر 2014. كانت تفاصيل الاتفاق الموقع في 5 سبتمبر 2014 شبيهة إلى حد كبير بالأوكرانية «خطة السلام المكونة من خمس عشرة نقطة» التي وضعها الرئيس بترو بوروشينكو في 20 يونيو. وقع الممثلون التالية أسماؤهم على الوثيقة:
- الدبلوماسية السويسرية وممثلة منظمة الأمن والتعاون في أوروبا هايدي تاغليافيني.
- الرئيس السابق لأوكرانيا والممثل الأوكراني ليونيد كوتشما.
- سفير روسيا في اوكرانيا والمندوب الروسي ميخائيل زورابوف.
- المتمردان الكسندر زاخارتشينكو وإيجور بلوتنيتسكي.[5]

### البروتوكول
يتكون نص البروتوكول من اثنتي عشرة نقطة:
- لضمان وقف فوري لإطلاق النار الثنائي.
- لضمان المراقبة والتحقق من وقف إطلاق النار من قبل منظمة الأمن والتعاون في أوروبا.
- لا مركزية السلطة، من خلال اعتماد القانون الأوكراني «بشأن النظام المؤقت للحكم الذاتي المحلي في مناطق معينة من ولايات دونيتسك ولوهانسك».
- لضمان المراقبة الدائمة للحدود الأوكرانية الروسية والتحقق من قبل منظمة الأمن والتعاون في أوروبا مع إنشاء مناطق أمنية في المناطق الحدودية لأوكرانيا والاتحاد الروسي.
- الإفراج الفوري عن جميع الرهائن والمحتجزين بشكل غير قانوني.
- وضع قانون يمنع مقاضاة ومعاقبة الأشخاص فيما يتعلق بالأحداث التي وقعت في بعض مناطق دونيتسك ولوهانسك أوبلاستس.
- مواصلة الحوار الوطني الشامل.
- اتخاذ تدابير لتحسين الوضع الإنساني في دونباس.
- لضمان إجراء انتخابات محلية مبكرة وفقًا للقانون الأوكراني «بشأن النظام المؤقت للحكم الذاتي المحلي في مناطق معينة من دونيتسك ولوهانسك أوبلاست».
- سحب الجماعات المسلحة غير الشرعية والمعدات العسكرية وكذلك المقاتلين والمرتزقة من أراضي أوكرانيا.
- لتبني برنامج الإنعاش الاقتصادي وإعادة الإعمار لمنطقة دونباس.
- لتوفير الأمن الشخصي للمشاركين في المشاورات.

### متابعة التنفيذ
في الأسبوعين التاليين لتوقيع بروتوكول مينسك، كانت هناك انتهاكات متكررة لوقف إطلاق النار من قبل طرفي النزاع. استمرت المحادثات في مينسك، وتم الاتفاق على متابعة بروتوكول مينسك في 19 سبتمبر 2014. وأوضحت هذه المذكرة تنفيذ البروتوكول. من بين بعض تدابير صنع السلام المتفق عليها: حظر تحليق الطائرات المقاتلة فوق المنطقة الأمنية، سحب جميع المرتزقة الأجانب من منطقة الصراع، لحظر العمليات الهجومية، لسحب الأسلحة الثقيلة 15 كيلومترًا (9.3 ميل) للخلف على كل جانب من خط التماس، وإنشاء منطقة عازلة بطول 30 كيلومترًا (19 ميلًا)، تكليف بعثة المراقبة الخاصة التابعة لمنظمة الأمن والتعاون في أوروبا إلى أوكرانيا بمراقبة تنفيذ بروتوكول مينسك

### الفعالية
بعد مذكرة المتابعة اندلعت معركة مطار دونيتسك الثانية، واستمر الطرفان في اتهام بعضهما البعض بخرق وقف إطلاق النار. في أواخر أكتوبر قال رئيس وزراء جمهورية لوهانسك الشعبية والموقع على بروتوكول مينسك ألكسندر زاخارتشينكو إن قواته ستستعيد الأراضي التي فقدتها للقوات الأوكرانية خلال هجوم يوليو 2014، وأن قوات لوهانسك الشعبية ستكون على استعداد لخوض «معارك عنيفة» للقيام بذلك. في وقت لاحق قال زاخارتشينكو إنه تم نقل تصريحه بشكل خاطئ، وأنه كان يقصد القول إن هذه المناطق سيتم الاستيلاء عليها من خلال «الوسائل السلمية». قال زاخارتشينكو أثناء حملته الانتخابية في الفترة التي سبقت انتخابات 2 نوفمبر التي أجراها مجلس النواب الشعبي في انتهاك للبروتوكول: «هذه أوقات تاريخية. نحن نخلق دولة جديدة! إنه هدف مجنون». أكد رئيس منظمة الأمن والتعاون في أوروبا ديدييه بورخالتر أن الانتخابات جاءت «مخالفة لنص وروح بروتوكول مينسك»، وقال إنها «ستزيد من تعقيد تنفيذه».
في حديثه في 5 ديسمبر قال وزير الخارجية الروسي سيرجي لافروف إن انتخابات 2 نوفمبر في جمهورية لوهانسك الشعبية كانت «بالضبط ضمن النطاق الذي تم التفاوض فيهما في مينسك»، وأنه كان من المفترض أن يوافق البرلمان الأوكراني على مشروع قانون عفو لمجلس النواب والشعب. وطبقاً للافروف فإن المراقبة الدقيقة للحدود الروسية الأوكرانية كما هو محدد في بروتوكول مينسك لا يمكن أن تتم إلا بعد الموافقة على قانون العفو. وأشار إلى أنه يعتقد أن المرسوم الرئاسي الأوكراني الذي يحظر محاكمة مقاتلي دونباس الانفصاليين قد صدر في 16 سبتمبر، لكنه قال إنه «تم تقديم مشروع قانون يقترح إلغاء» المرسوم.

### انهيار الاتفاق
بحلول يناير 2015 انهار بروتوكول مينسك في وقف إطلاق النار تمامًا. بعد الانتصار الانفصالي في مطار دونيتسك الدولي في تحد للبروتوكول، قال المتحدث باسم مجلس النواب الشعبي إدوارد باسورين إن «مذكرة مينسك لن يتم النظر فيها في الشكل الذي تم اعتماده فيه». في وقت لاحق من ذلك اليوم قال زعيم جمهورية لوهانسك ألكسندر زاخارتشينكو إن لوهانسك «لن تقوم بعد الآن بأي محاولات لإجراء محادثات لوقف إطلاق النار»، وأن قواته كانت «ستهاجم حتى حدود منطقة دونيتسك». ذكرت صحيفة نيويورك تايمز أن وقف إطلاق النار «اختفى كليًا».
وسط تصاعد العنف في منطقة القتال كان من المقرر عقد جولة أخرى من محادثات مينسك في 31 يناير. سافر أعضاء مجموعة الاتصال الثلاثية إلى مينسك للقاء ممثلي جمهورية لوهانسك. لم يحضر الموقعون على البروتوكول، ولم يتمكن الممثلون الذين حضروا من مناقشة تنفيذ البروتوكول أو المذكرة. وطالب هؤلاء الممثلون بمراجعة البروتوكول والمذكرة. تم تأجيل الاجتماع دون نتيجة.